# 土木工事
土木工事（どぼくこうじ、英語: civil engineering）とは、建設工事のうち、土木事業に関する工事。

## 土木一式工事
土木一式工事（どぼくいっしきこうじ）とは、建設業法における29工種のうちのひとつで、土木一式工事の構成部分をなす各専門工事（一式工事以外の工事）を総合的な企画、指導、調整のもとに土木工作物を建設する工事。建設工事としての通称は、土木工事。補修、改造又は解体する工事を含む。
総合的な企画、指導、調整とは、土木工事業の許可を有する建設業者が土木一式工事の構成部分をなす各専門工事を総合的に管理するものであって、土木一式工事の構成部分である各専門工事の施工についての技術上の管理とは別個のものである。（工事の施工についての技術上の管理は、元請負人が設置する専門技術者または、下請負人の主任技術者または専門技術者が実施する。）
下請負人が総合的な企画、指導、調整のもとに行う工事を請け負う場合は、合法的なものを除き一括下請負（丸投げ）の禁止に当たる。
施工の対象が土木工作物の工事であっても、土木工事業の建設業の許可は万能ではないため、総合的な管理を要しない各専門工事を土木工事業の建設業の許可のみによって請け負うことはできない。従って、請負金額が500万以上の専門工事を請負う場合は、各専門工事（とび・土工工事業や舗装工事業など）の施工に必要な建設業の許可の取得が必要である。
とくに一般土木は「とび・土工工事（及びコンクリート工事）」に該当する工事が多く、通常の盛土工事、掘削工事、ガードレールや標識等道路付属物の設置工事は「とび・土工工事業」にあたる。
2つ以上の専門工事を有機的に組み合わせて、社会通念上独立した使用目的がある「土木工作物」を作る場合を一式工事としているが、2つ以上の専門工事が組み合わさっていなくとも、工事の規模や複雑性等の観点から「総合的な企画・指導・調整」を必要とし、各個別の専門工事として施工することが困難であると認められる場合も一式工事に該当している。
元請業者の立場で、施工計画の総合的な企画、工事全体の的確な施工を確保するための工程管理及び安全管理、工事目的物、工事仮設物、工事用資材等の品質管理、下請負人間の施工の調整、下請負人に対する技術指導、監督等といった元請業者の立場で総合的にマネジメントするゼネコンのような事業者による許可業種で、民間工事における一括下請負、発注者から書面による適正な承諾を得た場合や、個別の専門工事として施工することが困難な建設工事など一部の例外を除き、原則として下請工事を請け負う場合に関しては一式工事には該当しない。
一般土木は大規模かつ複雑で、専門工事では施工管理困難な建設工事であって小規模な建設工事は含まれない。なお、面積や請負金額など明確な基準はないために、大規模か小規模かの判断は許可行政庁に委ねられている。さらに、複数の専門工事を組み合わせて施工する建設工事であることとして、主体となる工事を施工するために必要となった附帯工事を行ったとしても、複数の専門工事を組み合わせて施工したとはみなされない。

## 土木工事の種類

### 土木一式工事の具体例
- 河川工事・河川改修工事、河川構造物工事（浚渫はしゅんせつ工事）
- 海岸工事（浚渫はしゅんせつ工事）
- 道路工事：道路改良工事、道路構造物工事、道路築造工事、道路開設工事（舗装は舗装工事）
- トンネル工事でトンネル本体工事、シールド工事、推進工事：トンネル工事で施工方法がシールド工法又は作業員が内部で作業する推進工法による工事（本体工を完成後別件で照明設備、舖装、側溝等を追加発注で工事する場合又は供用開始後での照明設備、吹付、舖装、修繕工事等はそれぞれの各工事になる）
- ニューマティックケーソン工事
- PCコンクリート工事のうち橋梁など（PC橋工事）の土木工作物を総合的に建設するPCコンクリート構造物工事（鋼橋は鋼構造物工事）
  - 橋梁工事：PC橋梁工事、PCロックシェード橋梁工事、コンクリート構造物での橋台工事、橋脚工事
  - コンクリート構造物工事：コンクリートラーメン橋工事、コンクリートＴ桁橋工事、コンクリートホロースラブ工事、ボックスカルバート工事で空断面が10平方メートル以上のもの、オープンケーソン工事、擁壁工事で高さが5メートル以上のもの、15メートル未満の砂防堰堤工事、コンクリート水門工事、沈砂池躯体工事、沈殿池躯体工事、コンクリートプール工事、連続地中壁工法、圧入式ケーソン工法（コンクリートくい打ち工事は、とび・土工工事業のくい工事又は場所打ちぐい工事。コンクリート打設工事、コンクリート圧送工事、コンクリートブロック据付け工事等は、とび・土工工事業のコンクリート工事。コンクリート積み（張り）工事は、石工事業の石工事又はタイル・れんが・ブロック工事業のタイル・れんが・ブロック工事にあたる）
- ダム工事、ダム建設工事（コンクリートダム工事、フィルダム工事）砂防ダム工事（高さが15メートル以上のもの）、貯水池ダム工事
- 空港建設工事
- 側溝等で現場打ちもしくは新設する工事（既製側溝を流用する工事は「とび・土工・コンクリート工事」に該当）
- 土地区画整理工事、土地造成工事、大規模な宅地造成工事（一般住宅の戸建て単位での宅地造成工事は、「とび土工・コンクリート工事」に該当）
- 公道下等の下水道の配管工事および下水処理場自体の敷地造成工事（家屋その他の施設で敷地内の配管工事および上水道の配水小管を設置する工事は「管工事」に該当）
- 公道下等の上水道管埋設工事、おもに自治体での公共工事である一般水道工事で開削工事及び小口径推進工事、一般配水管工事（配水管布設工事、内管挿入工事、ホースライニング工事、ライニング工事）
- 上水道幹線工事、下水道幹線工事、大口径管工事で口径がおおむね2m以上のもの。
- 農業用水道、かんがい用配水施設工事などの農業土木工事：土地改良工事、ほ場整備工事、農用造成工事・農用地・草地工事、農道工事、農業用水路工事、普通河川及び排水路工事、農業用管水路工事、畑かん施設工事、営農・飲雑用水施設工事、地すべり防止工事等
- 砂防工事・地すべり等工事・急傾斜地崩壊防止施設工事：堰堤工、流路工、山腹工、抑制工、抑止工、床固工、落石なだれ防止工及びこれに類する工事。地すべり防止対策工事、地すべり抑制工事、地すべり抑止工事
- 治山工事、林道工事などの森林土木工事

### 土木工事の分類例
国会図書館分類表で土木工事は、811 建設業（Construction industries）に825 土木工事（Civil engineering works）として、水利工事、港湾施設工事、埋立・干拓工事、鉄道工事、橋梁工事、隧道工事、上・下水道工事、道路工事、飛行場工事、運動競技場工事、宅地造成工事等、が示されている。
その他の建設業は、841 浚渫工事 Dredging、844 建築・設備工事 Building and equipment works、847 住宅 Dwellings、851 建設資材 Construction materials、854 防災工事 Disaster prevention、である。
国土交通省総合政策局の建設工事受注動態統計調査で、II.公共機関からの受注工事（1件500万円以上の工事）の分類では以下の通りとしている。
1. 治山・治水
2. 農林水産
3. 道路
4. 港湾・空港
5. 下水道
6. 公園
7. 教育・病院
8. 住宅・宿舎
9. 庁舎
10. 再開発
11. 土地造成
12. 鉄道・軌道
13. 郵便
14. 電気・ガス
15. 上水道・工業水道
16. 廃棄物処理
17. その他

III.民間等からの受注工事の分類では「土木工事・機械装置等工事」とし、以下の通りとしている。
- 土木工事
  1. 発電用土木工事
  2. 鉄道工事
  3. 埠頭
  4. 港湾工事
  5. 道路工事
  6. 管工事
  7. 電線路工事
  8. 土地造成・埋立工事
  9. ゴルフ場建設工事
  10. 構内環境整備工事
  11. その他の土木工事
- 機械装置等工事

国土交通省土木請負工事工事費積算要領の工種別現場管理費率標準値による工事種類はつぎのとおり。
- 河川工事

河川高潮対策区間の工事を除く，河川の築堤工，掘削工，浚渫工，護岸工，特殊堤工， 根固工，水制工，水路工、河床高水敷整正工、堤防地盤処理工、河川構造物グラウト工、光ケーブル配管工等の補修及びこれに類する工事
- 河川・道路構造物工事

1. 河川における構造物工事及び道路における構造物工事にあって，樋門(管)工，水(閘)門工．サイフォン工，床止(固)工，堰，揚排水機場，落石防止覆工・ロックシェッド（PC構造）、スノージェッド（RC構造）・防雪覆工，防音(吸音・遮音)壁工．コンクリート橋，簡易組立橋，PC橋(工場既製桁の場合)等の工事及びこれらの下部・基礎のみの工事
2. 橋梁下部工，床版工のみの工事及び橋梁(鋼橋は除く)の修繕工事
3. ゴム伸縮継手（新設）
4. 1及び2と3に類する工事(ただし，門扉等の工場製作及び揚排水機場の上屋は除く)

- 海岸工事

海岸工事及び河川高潮対策区間の工事にあって，堤防工，突堤工，離岸堤工，消波根固工，護岸工，樋門(管)工，河口浚渫，水(閘)門工，及びこれに類する工事
- 道路改良工事

道路改良工事にあって，土工，擁壁工，函渠工．側溝工，山止工，法面工及びこれに類する工事
- 鋼橋架設工事

- PC橋工事

- 舗装工事

- 砂防・地すべり等工事

- 公園工事

- 電線共同溝工事

- 情報ボックス工事　-　情報ボックスに関する工事（耐火防護も含む）

- 道路維持工事

1. 路面工，法面工等の維持修絡に関する工事
2. 道路標識，道路情報施設，電気通信設備，防護柵及び区画線等の設置
3. 除草，除雪，清掃及び植栽等の工事
4. 1,2及び3に類する工事

- 河川維持工事

1. 堤防法面等の補修工事
2. 標識，境界杭，防護柵及び駒止等の設置
3. 道路における電気通信設備以外の当該設備工事
4. 除草，清掃，芝養生等の作業
5. 1,2,3及び4に類する工事

- 共同溝等工事

1. 共同溝等工事(1)　-　共同溝及び地下立体交差工事にあって，施工方法がシールド工法又は作業員が内部で作業する推進工法による工事
2. 共同溝等工事(2)　-　共同溝及び地下立体交差工事にあって，施工方法が開削工法による工事

- トンネル工事

- 下水道工事
  - 下水道工事(1) - 下水道に関する工事にあって，施工方法がシールド工法又は作業員が内部で作業する推進工法による管渠工事
  - 下水道工事(2) - 施工方法が開削工法又は小口径の推進工法による管渠工事
  - 下水道工事(3)

- コンクリートダム工事
- フィルダム工事

国土交通省港湾土木請負工事積算基準の海岸整備では、堤防・防潮堤・突堤・離岸堤・護岸・樋門・水(閘)門の各施設整備のほか、養浜の各工事がある。
国土交通省港湾土木請負工事積算基準で、港湾整備工事については、つぎのとおり。
- 港湾整備工事　-　航路・泊地・船だまり、防潮堤、護岸・岸壁・物揚場、桟橋・係船杭等の各施設整備工事

空港工事においては、空港請負工事積算基準によるとつぎのとおり。
- 空港用地造成工事 - 用地造成工事又は空港修繕工事にあって、次に掲げる工事 : 空港土工、地盤改良工、法面工、擁壁工、石･ブロック積(張)工、カルバート工、小型水路工、緑地工、消防水利施設工、柵工等の付帯施設工、ブラストフェンス工、ケーブルダクト工、構造物撤去工、用地修繕工、構造物修繕工及びこれらに類する工事
- 空港舗装工事 - 舗装の新設、改良工事、又は空港修繕工事にあって、次に掲げる工事 : 空港舗装工、舗装工、飛行場標識工、タイダウンリング・アースリング工等の付帯施設工、舗装撤去工、路面排水工、防護柵工、道路標識工、道路付属施設工、空港舗装修繕工、舗装修繕工、標識修繕工、及びこれらに類する工事
- 空港維持工事 - 空港維持工事にあって、次に掲げる工事 : 草刈工、清掃工、標識維持工、植栽維持工、緊急補修工、除雪工及びこれらに類する工事

## 参考
- 業種区分、建設工事の内容、例示、区分の考え方 (PDF)  国土交通省 建設業許可事務ガイドライン